# Vicente Llorens
Vicente Llorens (* 10. Januar 1906 in Valencia; † 5. Juli 1979 in Cofrentes, Provinz Valencia) war ein spanischer Romanist und Hispanist, der in den Vereinigten Staaten wirkte.

## Leben und Werk
Llorens (auch: Lloréns) studierte in Valencia und Madrid. Ab 1926 war er Spanischlektor in Genua, dann bei Leo Spitzer in Marburg (1927–1928) und Köln (1929–1933). 1933 ging er nach Spanien zurück und forschte bei Ramón Menéndez Pidal und Américo Castro. Im Spanischen Bürgerkrieg war er an der Seite des republikanischen Generals Julius Deutsch.
1939 ging Llorens nach Santo Domingo und lehrte an der dortigen Universität. 1945 wechselte er an die Universität von Puerto Rico. Von 1947 bis 1949 lehrte er an der Seite von Leo Spitzer an der Johns Hopkins University in Baltimore. Dann ging er durch Vermittlung von Américo Castro an die Princeton University, zuerst als Associate Professor, von 1956 bis zu seiner Emeritierung 1972 als Professor für Spanisch. Bis 1976 lehrte er noch an der Stony Brook University auf Rhode Island. Er ging 70-jährig nach Spanien zurück und wohnte bis zu seinem Tod in Jalance, 70 km südwestlich von Valencia.
An der Universität Princeton ist der „Vicente Llorens Castillo Senior Prize in Spanish“ nach ihm benannt. In Jalance trägt die „Biblioteca Vicente Llorens Castillo“ seinen Namen.

## Werke
- (Hrsg.) Antología de la literatura dominicana, 2 Bde., Santiago de los Caballeros 1944, Santo Domingo 1987
- Liberales y Románticos. Una emigración española en Inglaterra, 1823-1834, Mexiko-Stadt 1954, Madrid 1968, 1979, Valencia 1979, 2006
- Literatura, historia, política (Ensayos), Madrid 1967
- (Hrsg.) Antonio Alcalá Galiano, Literatura española siglo XIX. De Moratín a Rivas, Madrid 1969
- (Hrsg.) Joseph Blanco White, Antología de obras en español, Barcelona 1971
- Aspectos sociales de la literatura española, Madrid 1974
- La emigración republicana de 1939, Madrid 1976
- El Romanticismo español, Madrid 1980 (postum)
- Estudios y ensayos sobre el exilio republicano español de 1939, hrsg. von Manuel Aznar Soler, Sevilla 2006